# Geoffroy de Thoisy
Geoffroy de Thoisy chevalier seigneur de Mimeure est un amiral bourguignon du XVe siècle. Il est chevalier de l'ordre de la Toison d'or. Il est chambellan du duc de Bourgogne Philippe le Bon.
Joanot Martorell s'inspira de certaines de ses missions en Méditerranée dans son célèbre roman chevaleresque, Tirant le Blanc.

## Biographie

### Le secours aux chevaliers de Rhodes (1441-1442)
Dès 1440, l'île de Rhodes, occupée par les chevaliers de l'ordre de Saint-Jean de Jérusalem, est directement menacée par les Mamelouks égyptiens, dont une importante flottille de guerre navigue dans ses parages. Le grand maître Jean de Lastic prend les dispositions nécessaires pour faire face à l'adversaire et adresse des ambassadeurs dans les cours souveraines des princes chrétiens, afin d'obtenir des renforts. Seul, le duc de Bourgogne, Philippe le Bon, répond à son appel: Il désigne le Bourguignon Geoffroy de Thoisy pour réunir une flottille dont les navires et gens de guerre iront à l'encontre desdits incrédules et ennemis de la foi catholique. 
Dans le port d'Ostende, Geoffroy de Thoisy va rassembler, à partir du 19 mars 1441, une caravelle et six galères de combat. Puis, il procède à l'embauche d'environ deux-cents marins de guerre et autant de galériens puisés dans les différentes prisons de Flandre. Il fait avitailler la flotte au mois d'avril. Enfin, il obtient un armement de qualité : une puissante artillerie, de nombreuses pièces de munition et des armes individuelles destinées aux abordages et aux combats à terre. L'ensemble de ces opérations est consigné sur le livre de bord du vaisseau amiral. Le détail en est parvenu jusqu'à nous .
Le 8 mai 1441, la flotte appareille du port de L'Écluse, en présence du duc Philippe le Bon. Celui-ci accorde aux officiers des dons en espèces avant le départ. Les sept navires bourguignons vont mettre plus de six mois pour parvenir à Rhodes, après avoir longé les côtes portugaises et être passés par le détroit de Gibraltar. Les chevaliers de Rhodes avaient entretemps résisté victorieusement à l'assaut des Mamelouks égyptiens qui s'étaient retirés avec de lourdes pertes. 
Geoffroy de Thoisy, après avoir pris contact avec le grand maitre des chevaliers, Jean de Lastic, considère que sa mission est provisoirement terminée, en attendant de nouvelles menaces des infidèles. Il rentre en France, non sans avoir procédé à des prises fructueuses en route et, au mois de juin 1442, il parvient au port de Villefranche où sa flotte va être placée sous le commandement de son neveu, Pierre de Moroges.

### L'expédition de 1445
En 1444, une Flotte de Mamelouks, forte de 75 vaisseaux, débarque une armée de 18 000 hommes qui met le siège devant Rhodes. Les chevaliers les repoussent victorieusement et les Égyptiens battent en retraite, le 10 août 1444, après avoir subi une perte de 300 tués et de 500 blessés. Le 10 novembre 1444, les Croisés sont sévèrement battus par les Turcs à la bataille de Varna, dans la mer Noire. Parmi les chrétiens engagés se trouvaient des Français commandés par le légat du pape, Julien Cesarini. Le duc de Bourgogne décide de lancer une deuxième expédition en mer Noire pour venir au secours des quelques survivants de Varna et renforcer la présence des Croisés. Geoffroy de Thoisy, promu amiral de la flotte, est chargé de cette mission. Il va entrer en mer Noire le 8 avril 1445 et il capture plusieurs navires turcs. Puis, il dévaste le château turc de Ünye. Pendant ce temps, un détachement de la Flotte bourguignonne aux ordres de Walerand de Wavrin et de Jacquot de Thoisy, accompagnés du cardinal vénitien, Francesco Condulmer , patrouillent aux environs de Varna, à la recherche de Ladislas III Jagellon et du cardinal Giuliano Cesarini, chefs des croisés de la bataille de Varna, dont on est sans nouvelles. En passant, ils assiègent victorieusement Silistra.
Arrivé à Trébizonde, l'amiral est informé qu'un gros navire marchand appartenant à des chrétiens schismatiques aurait fait escale à Batoumi. Sans tenir compte de l'avis défavorable de l'empereur de Trébizonde, Jean IV Grand Comnène, il s'y rend et tombe dans un piège: Il est fait prisonnier sur place. Une équipe de secours intervient, dirigée par Waleran de Wavrin et, par l'entremise de l'empereur, obtient la libération de l'amiral qui sera resté prisonnier pendant tout le mois de mai 1445.
Geoffroy de Thoisy et Waleran de Wavrin quittent rapidement les eaux grecques, tout en capturant 400 Tartares sur la rive asiatique de la mer d'Azov et en ayant pris à l'abordage une griparie turque au mois de juillet 1445. Ils désarment à Marseille, en décembre 1445. Un détachement de la flotte, commandé par Renaud de Comfide et Jacquot de Thoisy, était resté en arrière pour infliger des dommages aux infidèles. Il rejoindra le port de Marseille quelques mois plus tard. Ainsi s'achève la deuxième expédition bourguignonne.

### La croisade contre les Turcs (1453-1465)
En 1453, à la suite de la chute de Constantinople, le pape Nicolas V prêche la croisade contre les Turcs. Les Bourguignons sont bien en peine d'y participer: Ils doivent d'abord affronter la Révolte de Gand. L'amiral de Thoisy met en place quelques bâtiments de la flotte pour mettre en œuvre le blocus fluvial et maritime de la ville rebelle. Le duc de Bourgogne obtient la victoire à la bataille de Gravère. Il prévoit la constitution d'une armada bourguignonne pour répondre à l'appel du pape. Les avis de ses conseillers sont partagés et aucune intervention armée n'est enregistrée jusqu'en 1463. Puis, depuis Bruges, le duc envoie une délégation à Rome, auprès du pape Pie II. Le 29 juin 1563, Geoffroy de Thoisy fait partie de la mission dirigée par Guillaume Fillastre, évêque de Tournai et chef du Conseil, en compagnie de Simon de Lalaing et de Jean de Wavrin. Le traité du 19 octobre 1463, signé au Vatican, est passé entre le pape, la république de Venise et le duc de Bourgogne : Il confirme la participation bourguignonne à la quatrième croisade contre les Turcs. L'amiral retourne à Bruges auprès du duc de Bourgogne le 17 décembre 1463 et il rencontre quelques difficultés à obtenir son consentement sur le plan d'action qu'il vient de mettre au point, face aux avis contradictoires des autres conseillers.
Finalement une petite armada d'une vingtaine de navires de guerre est réunie. Elle est commandée par l'amiral Geoffroy de Thoisy et par son second, Jacquot de Thoisy. Six unités seront confiées au bâtard de Bourgogne. Le départ a lieu depuis le port de L'Écluse le 21 mai 1464, devant le duc de Bourgogne. La flotte longe les côtes d'Espagne et fait une escale en Galice, pour permettre aux Croisés d'assister au pèlerinage de Saint-Jacques-de-Compostelle. Mais la mort du pape survenue le 15 août 1464, change la donne: le duc de Bourgogne rappelle sa flotte et liquide l'expédition. Ainsi se termine la quatrième croisade qui de résumera à une promenade en mer pour les Bourguignons.